# 國家體育場 (加的夫)
國家體育場（英語：National Stadium）是位於威爾斯加的夫的一個足球及欖球場。1969年，加的夫武器公園上的欖球場開始重建為國家體育場，並於1984年落成。體育場於1997年被拆除，並於原址興建千禧球場。
國家體育場曾為威爾斯國家橄欖球隊和威爾斯足球代表隊的主場。

## 用途

### 欖球
國家體育場曾於1991年世界盃欖球賽中舉行四場比賽，包括威爾斯於小組賽的三場比賽，以及賽事的季軍賽。
| 日期           | 比賽                     | 主隊   | 主隊 | 客隊   | 客隊 | 入場人數 | 註    |
| -------------- | ------------------------ | ------ | ---- | ------ | ---- | -------- | ----- |
| 1991年10月6日  | 1991年世界盃欖球賽第三組 |        | 13   | 萨摩亚 | 16   | 45,000   | [ 4 ] |
| 1991年10月9日  | 1991年世界盃欖球賽第三組 |        | 16   | 阿根廷 | 7    | 35,000   | [ 5 ] |
| 1991年10月12日 | 1991年世界盃欖球賽第三組 |        | 3    |        | 38   | 54,000   | [ 6 ] |
| 1991年10月30日 | 1991年世界盃欖球賽季軍賽 | 新西兰 | 13   | 苏格兰 | 6    | 47,000   | [ 7 ] |

### 足球
1989年5月31日，威爾斯於對陣德國的世界盃外圍賽中首次以國家體育場作為主場，球賽最終比數為0–0。

## 備註
1. ↑  正式啟用日；體育場於重建期間仍被使用

## 外部連結
- 维基共享资源上的相關多媒體資源：國家體育場